# 岡田敬蔵
岡田 敬蔵（おかだ けいぞう）は日本の医学者、精神科医。元大正大学教授。東京都精神医学総合研究所初代所長。元都立松沢病院院長。医学博士。

## 来歴
- 1946年 - 医学博士（東京帝国大学）[1]

後に東京都立松沢病院院長、東京都精神医学総合研究所初代所長、大正大学カウンセリング研究所専任教授・所長などを歴任

## 著書

### 共訳
- カール・ヤスパース 著、、内村祐之、西丸四方、島崎敏樹、岡田敬蔵 訳『精神病理学総論（上巻）』岩波書店、1991年2月。

## 関連人物
- 内村祐之
- 西丸四方
- 島崎敏樹